# نردبان کشتی (بعد از جنگ جهانی دوم)
نردبان کشتی به مجموعه راه‌های فراری گفته می‌شد که نازی‌ها و فاشیست‌ها از آن‌ها برای فرار از اروپا استفاده می‌کردند. مقصد بیشتر این مسیرهای فرار آمریکای جنوبی مخصوصا کشور آرژانتین بود، اگرچه کشورهای دیگری مثل پاراگوئه، کلمبیا، برزیل، اروگوئه، مکزیک، شیلی، پرو، گواتمالا، اکوادور و بولیوی یا حتی کشورهای دیگری مثل آمریکا، اسپانیا یا سوئیس نیز از مقاصد اصلی نازی‌های فراری بودند.
این سیستم شامل دو مسیر اصلی می‌شد:
- مسیر اول از آلمان به اسپانیا می‌رفت و در ادامه به آرژانتین ختم میشد.
- مسیر دوم از آلمان به رم و سپس جنوآ و از آنجا به آمریکای جنوبی می‌رسید.

شهرت این مسیرهای فرار باعث شده علی‌رغم نظر صریح خیلی از صاحب‎نظران در مورد خودکشی هیتلر، برخی با توسل به نظریه تئوری توطئه معتقد باشند که هیتلر هم از طریق همین راه‌ها فرار کرده و برای سال‌ها در آمریکای جنوبی زندگی می‌کرده است.
فهرست برخی افرادی که از این مسیرها موفق به فرار شدند به شرح زیر است:
- آلوئیس برونر
- آدولف آیشمان
- آریبرت هایم
- یوزف منگله
- اریش پریبکه
- والتر راوف
- ادوارد روشمان
- هانس اولریش رودل
- فرانتس اشتانگل
- آنتی پاولیچ
- گوستاو واگنر[۱]